# Viktor Kaplan
Viktor Kaplan (27. november 1876 – 23. august 1934) var en østrigsk ingeniør og opfinder af kaplanturbinen.
Kaplan blev født i Mürzzuschlag i delstaten Steiermark i en jernbanearbejderfamilie. Han gennemførte gymnasiet i Wien i 1895, hvorefter han fortsatte på Wien Tekniske Universitet, hvor han læste til civilingeniør og specialiserede sig i dieselmotorer. Fra 1900 til 1901 gennemførte han værnepligt i Pula.
Efter at have arbejdet i Wien med speciale i motorer flyttede han til Deutsche Technische Hochschule Brünn (Brno), hvor han tilbragte tredive år med at forske, og stort set alle hans opfindelser forbindes til han professorat på højskolen. Han blev professor i 1909.
I 1912 offentliggjorde han sit mest berømte værk: Kaplanturbinen, som var en revolutionerende vandturbine til at producere strøm. Fra 1912 til 1913 udtog han fire patenter på sådanne tubiner.
I 1913 blev han udnævnt til leder af instituttet for vandturbiner. I 1918 blev kaplanturbiner første gang bygget på Maschinenfabrik Ignaz Storek til en tekstilfabrikant i Niederösterreich. Kaplanturbinerne er i dag på verdensplan en meget anvendt vandturbine.
I 1926 og 1934 fik Kaplan æresdoktorgrader. Han døde i Unterach am Attersse i Østrig i 1934.
- Wikimedia Commons har flere filer relateret til Viktor Kaplan

1. ↑  Navnet er anført på svensk og stammer fra Wikidata hvor navnet endnu ikke findes på dansk.